# Šampēteris
Šampēteris (issu du français : champêtre) est un voisinage de la banlieue de Zemgale à Riga en Lettonie.

## Géographie
Le quartier de Šampēteris est situé au sud-ouest de Riga. 
Šampēteris borde les quartiers d'Imanta, Zasulauks, Pleskodāle et Zolitūde. 
Le quartier est limité par les rues Jāņa Endzelīna iela, Irlavas iela, Kalnciema iela et Ventspils iela.
La superficie totale du quartier de Šampēteris est de 1,366 km2, soit environ quatre fois moins que la superficie moyenne du quartier de Riga, 
La longueur du périmètre du quartier est de 5 023 mètres.

## Transports
- Bus: 	 8, 22, 32, 43, 44, 53, 56, 63
- Trolleybus: